# سورن خاچیکیان
سورن خاچیکیان (به ارمنی: Սուրէն Խաչիկեան) متخصص امور فنی سینما و بازیگر ارمنی‌تبار اهل ایران بود. وی بین سال‌های ۱۹۵۷ تا اواخر دهه ۱۹۶۰ میلادی (۱۳۳۶ - اواخر دهه ۱۳۴۰) فعالیت می‌کرد.

## زندگی‌نامه
وی در ۱۹۲۶ میلادی (۱۳۰۵ خورشیدی) در تبریز به دنیا آمد. برادر کوچک ساموئل خاچیکیان و آخرین فرزند خانواده بود. از نوجوانی با گروهای تئاتری همکاری داشت و پس از مهاجرت خانواده اش به تهران در ۱۹۴۵ (۱۳۲۴) به گروه تئاتر ارمنیان تهران پیوست که حاصلش بازی در نمایش‌های بسیاری به کارگردانی هنرمندانی ارمنی بود. در ۱۹۵۷ (۱۳۳۶) فعالیت سینمایی اش را در استودیو «آژیرفیلم» که توسط ژوزف واعظیان و برادرش، ساموئل تأسیس شده بود، به عنوان مسئول امور فنی آغاز کرد که صدابرداری، تدوین، میکس، افکت صدا و انتخاب موسیقی متن برای فیلم‌ها از جمله کارهایش بود. در تعدادی از آثار برادرش، نقش‌های کوتاهی را نیز بازی کرد. سورت خاچیکیان اواخر دهه ۱۹۶۰ (دهه ۱۳۴۰) از سینما کناره گرفت و مدیر داخلی کارخانهٔ ایرانت شد. وی در سال ۱۹۹۵ میلادی (۱۳۷۴ خورشیدی) درگذشت.

## فیلم‌شناسی

### بازیگر
1. عصیان (۱۳۴۵)
2. ضربت (۱۳۴۳)
3. دلهره (۱۳۴۱)
4. در جستجوی داماد (۱۳۳۹)

### سمت‌های فنی
| سال  | عنوان فیلم        | برش نگاتیو | افکت | امور فنی صدا | میکس | صدابردار | تنظیم موسیقی | امور فنی | تدوین |
| ---- | ----------------- | ---------- | ---- | ------------ | ---- | -------- | ------------ | -------- | ----- |
| ۱۳۳۹ | در جستجوی داماد   |            |      | آری          |      |          |              |          | آری   |
| ۱۳۴۰ | دختری فریاد می‌کشد |            |      | آری          |      |          |              |          |       |
| ۱۳۴۱ | دلهره             |            | آری  | آری          |      | آری      | آری          |          |       |
| ۱۳۴۲ | قربانی هوس        |            |      | آری          |      |          |              |          |       |
| ۱۳۴۳ | ضربت              |            |      |              | آری  |          |              | آری      |       |
| ۱۳۴۳ | شیطان در می‌زند    | آری        |      |              | آری  |          |              |          |       |
| ۱۳۴۴ | ولگرد قهرمان      | آری        |      |              |      |          |              |          |       |
| ۱۳۴۴ | زشت و زیبا        | آری        |      |              |      |          |              |          |       |
| ۱۳۴۵ | کلاه نمدی         | آری        |      |              |      |          |              |          |       |
| ۱۳۴۵ | عصیان             | آری        |      |              |      |          |              |          |       |
| ۱۳۴۵ | خداحافظ تهران     | آری        |      |              |      |          |              |          |       |